# Романув (Ґостинінський повіт)
Романув (пол. Romanów) — село в Польщі, у гміні Пацина Ґостинінського повіту Мазовецького воєводства.
Населення — 23 особи (2011).
У 1975-1998 роках село належало до Плоцького воєводства.

## Демографія
Демографічна структура станом на 31 березня 2011 року:
|          | Загалом | Допрацездатний вік | Працездатний вік | Постпрацездатний вік |
| -------- | ------- | ------------------ | ---------------- | -------------------- |
| Чоловіки | 10      | 1                  | 7                | 2                    |
| Жінки    | 13      | 0                  | 7                | 6                    |
| Разом    | 23      | 1                  | 14               | 8                    |